# Tais

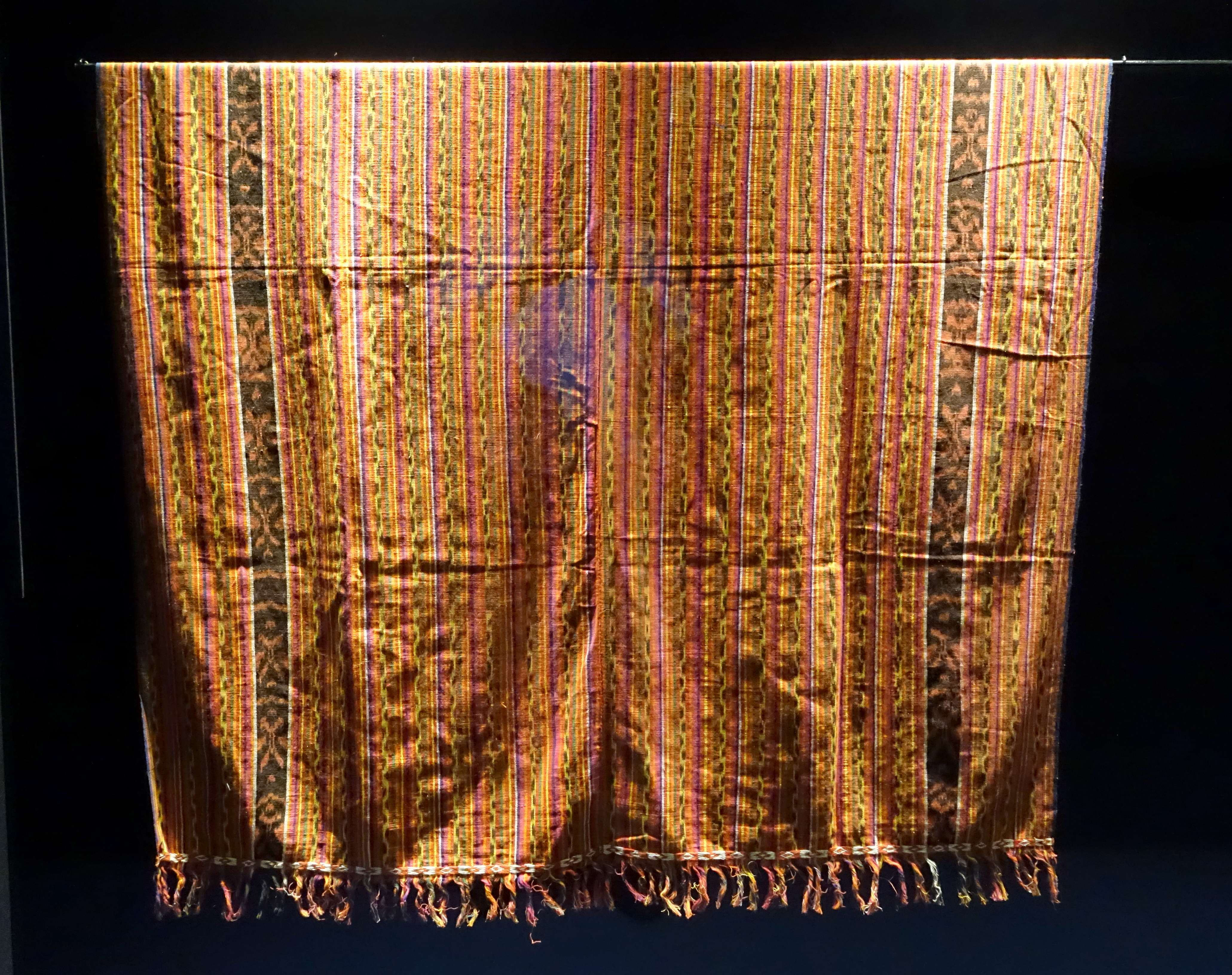
Tais di Timor Est in mostra al Museu do Oriente di Lisbona

I Tais (in Fatuluku Lau) sono tessuti tradizionali di Timor Est. La produzione del tessile, dalla filatura alla tessitura (quest'ultima attuata su piccoli e rudimentali telai chiamati Gedog o Atihu), avviene interamente all'interno di una stessa famiglia per ogni singolo prodotto, solitamente lavorati a mano dalle donne dello stesso nucleo famigliare. Ispirato alla tecnica dell'Ikat, i Tais vengono intrecciati con varie tecniche al fine di rappresentare lo stesso disegno in entrambe le facce del tessuto. I Tais vengono solitamente prodotti solamente durante la stagione secca, quando la necessità di lavoratori nei campi di coltivazione è minore e non è necessario l'aiuto delle donne. Inoltre, durante la stagione delle piogge, nell'Isola di Timor vengono fatte crescere piante di cotone, che vengono raccolte durante la stagione secca; questo è il principale materiale con cui vengono realizzati i tessuti.
Fino all'indipendenza di Timor Est, i Tais furono rarissime volte soggetti di ricerche scientifiche. Dopo la richiesta esplicita del governo timorestense del 23 giugno 2020, venne inserito dall'UNESCO nella lista del patrimonio culturale immateriale che necessita di urgente tutela il 14 dicembre 2021. Dal 2022, il parlamento di Timor Est ha dichiarato il 14 dicembre come Dia Nacional do Tais (Giornata Nazionale dei Tais).

## Storia

### Difficoltà nella ricostruzione storica

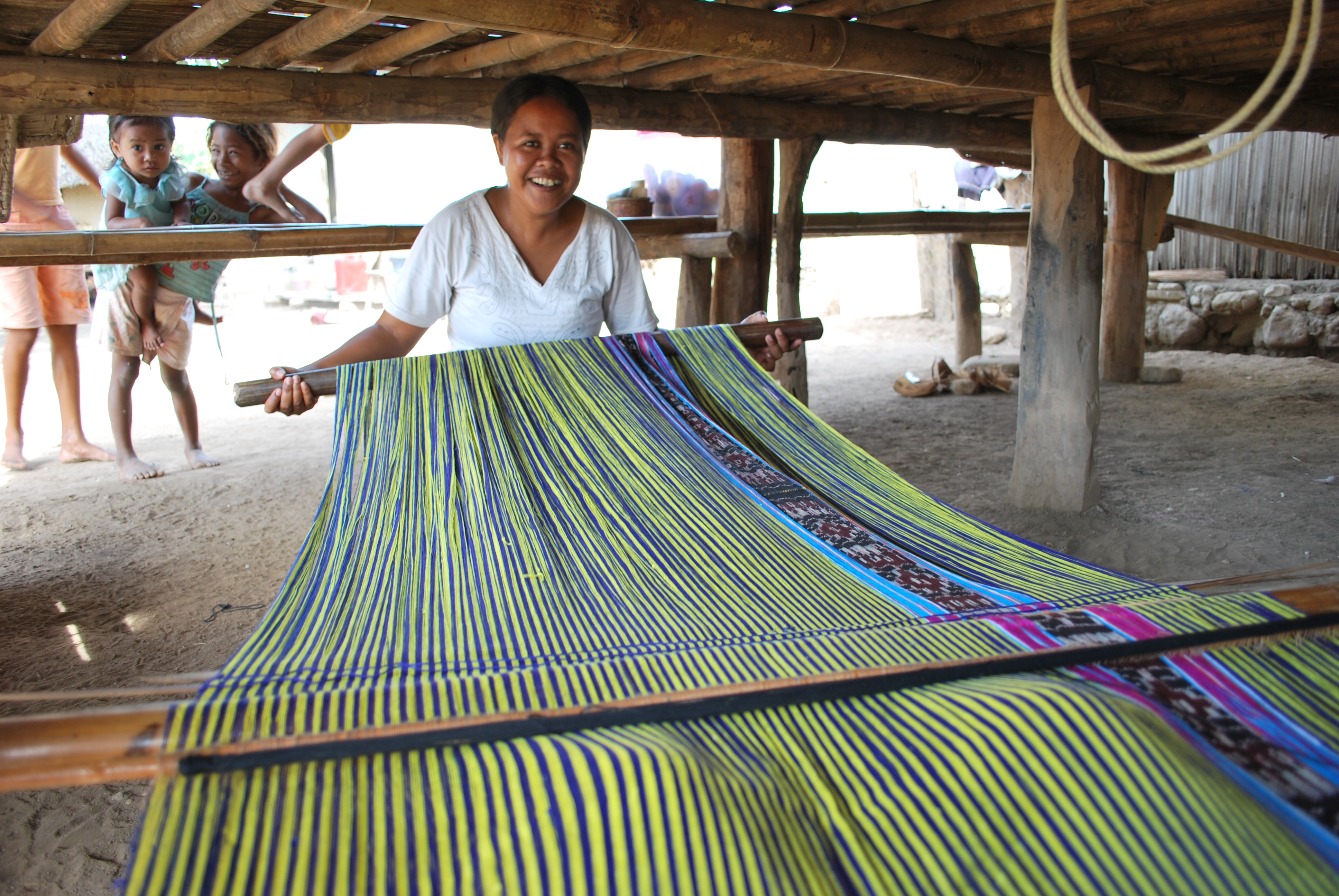
Una donna di Cova Lima intenta a tessere un tais

Etnograficamente, la popolazione di Timor est può essere divisa in due grandi gruppi: il gruppo etnico degli Atoni, originario della Melanesia, e quello dei Tetum, che discenderebbero da popolazione di Malacca. Nello specifico caso di Timor Est, è molto difficile individuare e mappare i vari gruppi etnici presenti sul territorio: ancora oggi, è possibile trovare tra gli individui appartenenti ad una stessa etnia grandi differenze sia linguistiche che culturali, dovute principalmente ad antichi scontri interni e alla guerra civile che prese luogo durante l'Occupazione indonesiana di Timor Est alla fine del XX secolo. Ciò ha causato la creazione di una grande quantità di sottogruppi, composti da poche centinaia d'individui, che si sono integrati nelle nuove comunità, influenzandole culturalmente e cambiandone usi e tradizioni.
Questa estrema diversità è stata trasposta anche nei tessuti, in termini di colori, motivi e tecniche di intreccio, ognuno diverso per sottogruppo e con le proprie caratteristiche. Inoltre, l'utilizzo di numerose parole per riferirsi agli stessi strumenti rendono difficile la ricostruzione di una storia del tais tra i tredici distretti di Timor Est e le quindici differenti lingue codificate presenti sull'Isola e distribuite in maniera disomogenea. La mancanza di una tradizione scritta non aiuta certamente il processo di conservazione e di studio: le tecniche vengono tramandate oralmente da secoli, senza che vi sia una codificazione dei metodi di tessitura. ancora oggi, le persone più anziane, affermano di non essere capaci di poter replicare certe colorazioni o pattern che i loro antenati riuscivano a produrre e che le donne con più esperienza fanno fatica a trasmettere le loro conoscenze, sia per una problematica comunicativa e di dispersione del messaggio, sia per il continuo cambiamento dei materiali a disposizione sull'isola. Tipicamente, tra i timorestensi le tradizioni raramente rimangono statiche e intangibili: nuove idee e tecniche vengono costantemente assorbite e reinterpretate nel corso dei secoli, creando soluzioni differenti, adattandosi a nuovi contesti socio-economici.

## Ruolo sociale
Il tais è stato utilizzato a Timor Est come unità di scambio, spesso per il bestiame o altri oggetti di valore. Nell'uso cerimoniale, il tais è solitamente indossato insieme a piume, corallo, oro e/o argento.  Tuttavia, la vendita di tai è diventata comune solo negli ultimi trent'anni. Sebbene il commercio su piccola scala di tais sia un'importante fonte di reddito per le donne, tuttavia, l'esportazione è difficile e quasi tutte le vendite avvengono con stranieri. Negli ultimi anni, il mercato tessile pubblico della capitale Dili ha visto un afflusso di tessuti di fabbricazione straniera, che spesso assomigliano ai tais e sono venduti (e realizzati) a un prezzo più basso.
La tessitura dei tais è eseguita esclusivamente dalle donne, con tecniche tramandate di generazione in generazione attraverso una tradizione orale. Spesso questa attività funge tanto da momento di aggregazione comunitaria quanto da compito produttivo e rappresenta una rara forma di auto-espressione nell'ambiente restrittivo dell'occupazione indonesiana durata 25 anni.

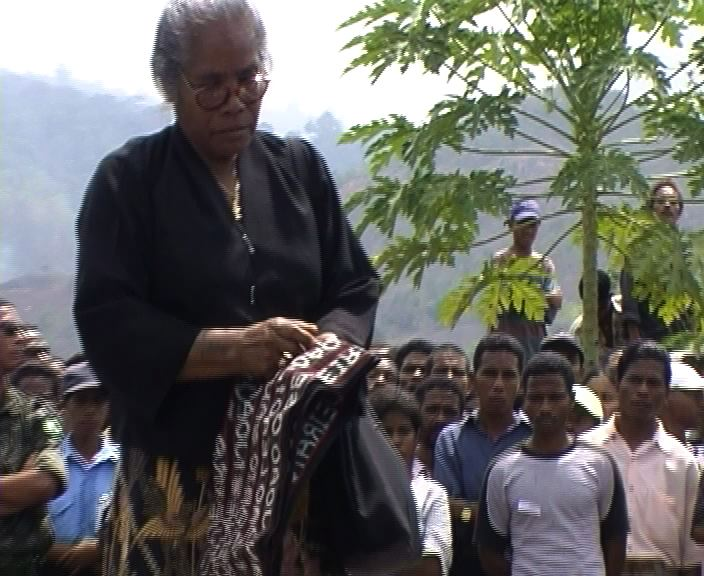
Tia Veronica Pereira intreccia un tais speciale per commemorare il massacro di Santa Cruz del 1991

Tia Veronica Pereira ha creato un tai nero con i nomi delle 271 vittime intrecciati in rosso, per commemorare le vittime del massacro di Santa Cruz del 1991. L'influenza dei tessuti sulla vita delle donne si riflette nell'espressione timorese "portare un filo e una bobina" in riferimento a un neonato.
Durante l'occupazione, i soldati indonesiani rappresentavano un mercato considerevole per i tessitori di tais. Negli anni '70, per la prima volta, i tai iniziarono a presentare iscrizioni, solitamente scritte in indonesiano. Nell'era dell'indipendenza, gli artigiani tais hanno iniziato a specializzarsi in tessuti personalizzati, così come in prodotti simili ai tais come borse e sciarpe.
Dal 1999, i lavoratori delle ONG e delle Nazioni Unite hanno acquistato dei tai da portare a casa come regali e ricordi, e sui tai sono stati inseriti nuovi messaggi in inglese, portoghese e tetun. Un fatto davvero notevole, se si considera che la maggior parte dei tessitori vive in zone rurali, dove non hanno avuto la possibilità di imparare a leggere o scrivere.
Molte persone desiderose di aiutare le donne di Timor Est a sviluppare flussi di reddito hanno importato tai per venderli e hanno aiutato tessitori e gruppi di cucito a produrre articoli come borse, sacchetti, fodere per cuscini e cestini che possono essere venduti in Australia e altrove. La vendita di tai si sta rapidamente spostando all'estero poiché molte delle persone che prendono queste iniziative appartengono a gruppi di amicizia con i governi locali in Australia. 

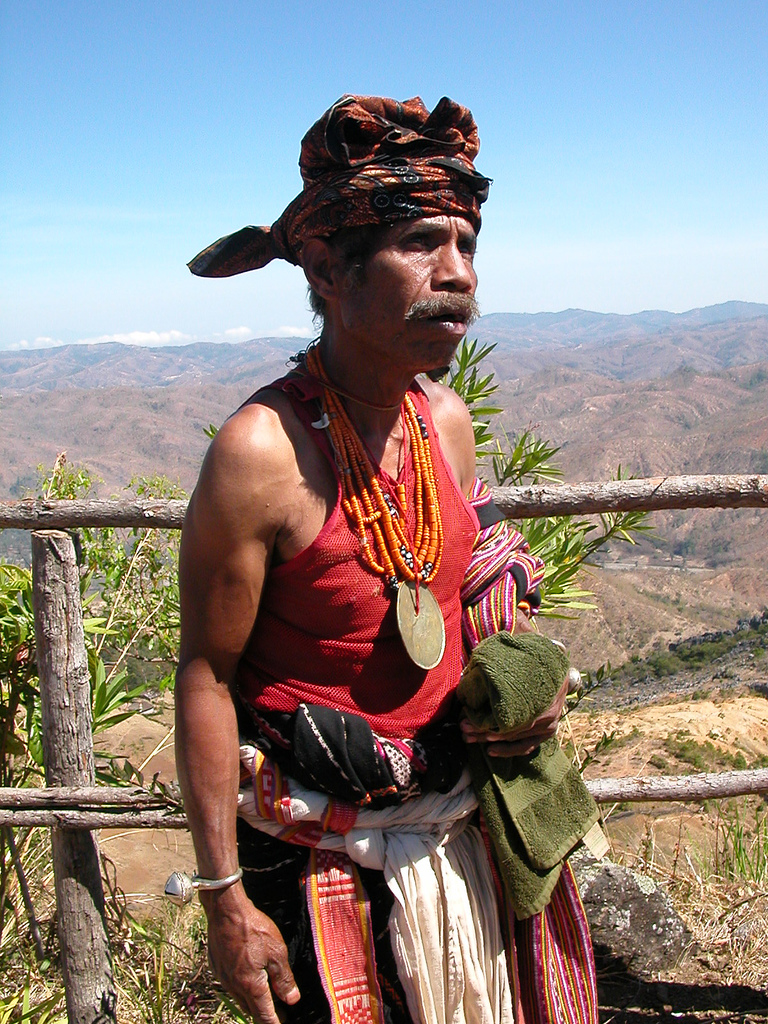
Un uomo di Timor Est in abiti tradizionali, tra cui il tais mane

La cultura tradizionale timorese si basa sulla coltivazione, il taglio, la legatura, l'annodatura, la tessitura, la tintura e il rivestimento di una varietà di fibre, erbe e foglie per scopi cerimoniali e pratici. La tessitura dei tais svolge un ruolo fondamentale nella vita dei timoresi e in particolare in quella delle donne, plasmando l'identità e gli atteggiamenti nei loro confronti. Prima e dopo l'introduzione della moneta, il tais è stato utilizzato come prezioso oggetto di scambio in doni e cerimonie. I tessuti sono la forma d'arte della regione del Sud-Est asiatico e spesso i tai più belli sono quelli utilizzati per avvolgere i corpi dei propri cari in vista della sepoltura. Alcuni autori attribuiscono al suo ruolo nell'organizzazione dei matrimoni e nei legami familiari ad essi associati un contributo al mantenimento e alla forza dell'identità timorese nonostante centinaia di anni di occupazione coloniale. Di recente si è tenuto a Melbourne un forum per stimolare e ampliare il dibattito e il dialogo sull'impatto della mercificazione del tais, un'attività artigianale fondata sulla cultura e sulla vita sacra.

## Disegni

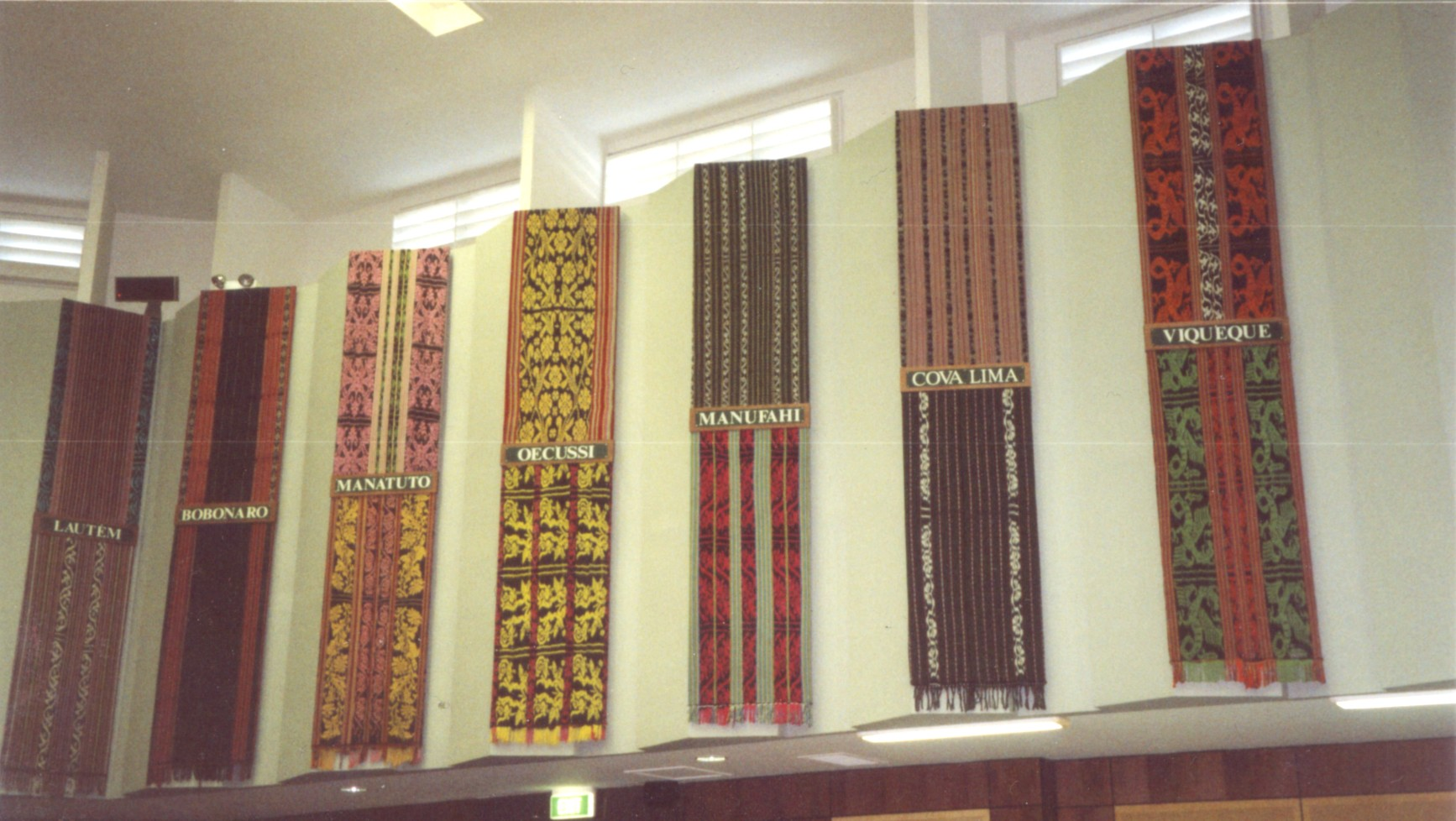
Tais nel Parlamento Nazionale

Le immagini e i modelli dei tais variano notevolmente da regione a regione, ma spesso includono messaggi locali ed eventi significativi.  Le immagini spesso includono animali come il coccodrillo, su cui si basa la leggenda della creazione dell'isola. Nella maggior parte dei tai vengono impiegati anche motivi geometrici noti come kaif.
Gli stili di tais indossati sul corpo si differenziano in base al genere: gli uomini tradizionalmente indossano il tais mane (o "vestito da uomo"), un unico grande mantello avvolto intorno alla vita, solitamente rifinito con nappe . Le donne indossano il tais feto ("vestito femminile"), una forma di abito senza spalline tessuto a forma di tubo.  Un terzo tipo noto come selendang, un sottile tessuto indossato attorno al collo, è diventato popolare negli ultimi anni.

## Produzione

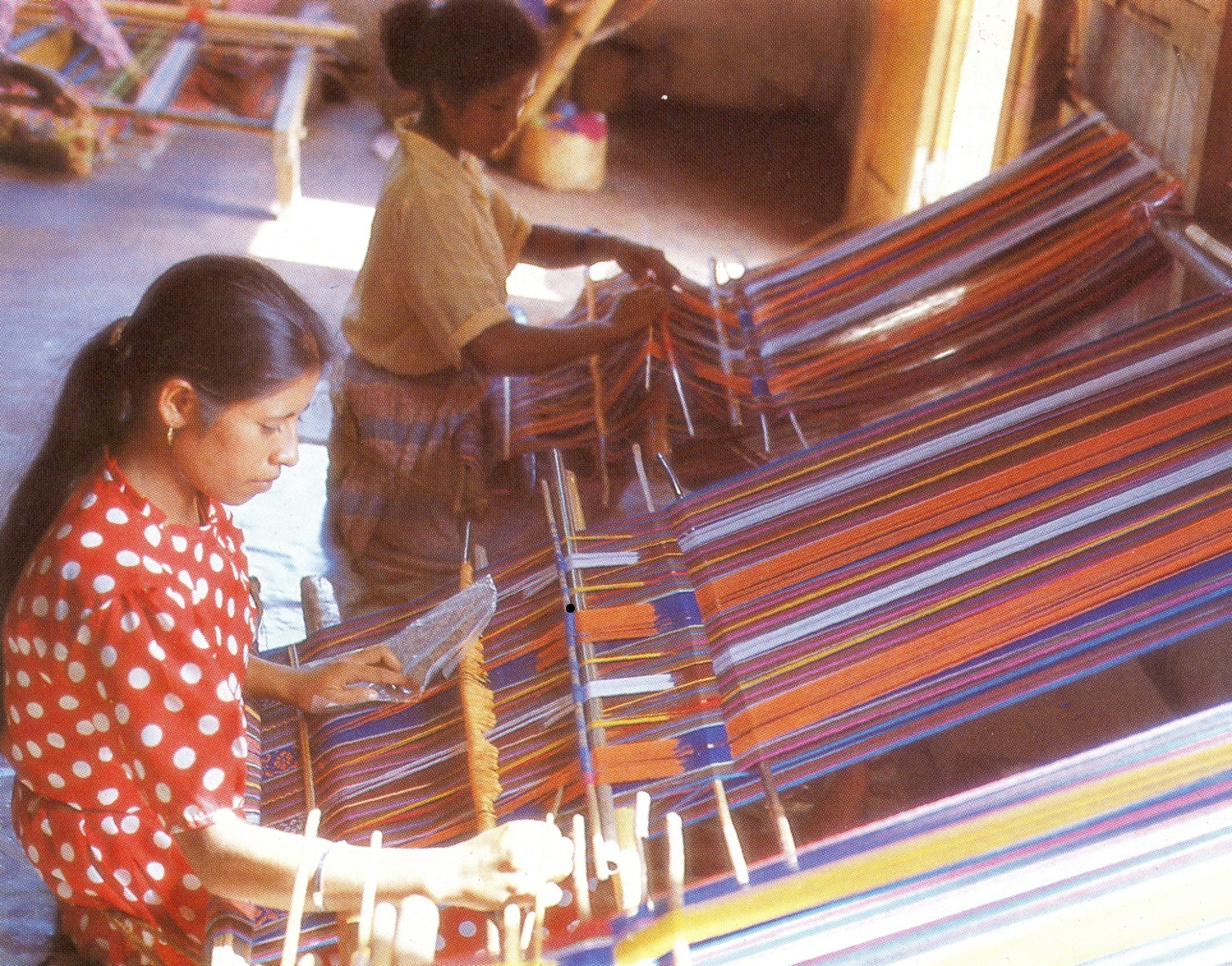
Donne a Lospalos che tessono tai nel 1986

Utilizzando principalmente fili di cotone, il tessuto viene realizzato durante la stagione secca dell'isola, quasi interamente a mano. L'uso del cotone è un'eredità dell'epoca coloniale portoghese, quando Timor era un porto importante per il commercio di questo materiale. Le fibre sintetiche come il rayon, l'acrilico e il poliestere stanno diventando più comuni poiché vengono importate a Timor Est a un prezzo più basso. Un singolo tais può durare da diversi giorni a un anno, a seconda della complessità del design e della varietà dei colori utilizzati.
Per creare colori vivaci nei tais si usano coloranti; questi sono mischiati a piante come taun, kinur e teka. Altri coloranti derivano dalla buccia del mango, dalle foglie di patata, dai fiori di cactus e dalla curcuma .  Gli individui esperti nella miscelazione dei coloranti sono talvolta paragonati agli alchimisti, che utilizzano ricette tradizionali per creare i colori desiderati. Sebbene i colori abbiano associazioni diverse da villaggio a villaggio, il rosso è spesso utilizzato in modo predominante, poiché è associato alla lunga vita e al coraggio, oltre ad essere la base della bandiera di Timor Est. Quando le Nazioni Unite divennero il potere amministrativo a Timor Est dal 1999 al 2002, i mercati di Timor aumentarono la produzione di tessuti blu per abbinarli alla bandiera simbolo di quell'organizzazione. 

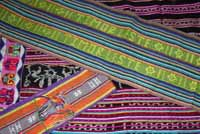
Una collezione di tai provenienti da Timor Est, 2003

Uno degli strumenti più comuni per la tessitura del tais è il telaio a cinghia posteriore, che consente di tendere il tessuto mentre si manipola l'ordito . La pressione della cinghia e il tempo necessario per i disegni intricati su molti tai producono un dolore significativo per molte donne.  Durante l'ondata di violenza del 1999, nota a Timor Est come "Settembre Nero", molti tessitori di tais videro i loro utensili e le loro attrezzature rubati o distrutti. Negli ultimi anni si è assistito anche ad un calo nel numero di giovani donne che apprendono i metodi tradizionali di tessitura del tais.

## Variazioni regionali
I modelli, i colori e gli stili di produzione del tai variano notevolmente in ciascuno dei tredici distretti di Timor Est. Nell'enclave di Oecussi-Ambeno, l'influenza portoghese è più evidente, con immagini floreali e religiose predominanti accanto a tonalità tenui di nero, arancione e giallo. Nella capitale Dili, al contrario, i colori vivaci e i pannelli pieni riflettono l'attenzione rivolta al commercio.

### UNESCO
- (EN) UNESCO, Tais, traditional textile, su ich.unesco.org, 1º ottobre 2019. URL consultato il 5 marzo 2025.
- (EN) Abraão Ribeiro Mendonça, Safeguarding Traditional Weaving (Tais) in Timor-Leste and Learning Process from Korea: ICH Policy System (PDF), in Cultural Partnership Initiative, Seul, UNESCO, 2020,  pp. 33–59. URL consultato il 5 marzo 2025 (archiviato il 5 marzo 2025).
- (EN) UNESCO, Tais, traditional textile, su ich.unesco.org, 2021. URL consultato il 5 marzo 2025.
- (EN) UNESCO Committee, Decision of the Intergovernmental Committee: 16.COM 8.A.6, su ich.unesco.org, 14 dicembre 2021. URL consultato il 5 marzo 2025.

### Fonti Est-Timorensi
- (EN) Maria José Sacchetti, Tais: The Textiles of Timor-Leste, su turismotimorleste.com, Timor-Leste Government Tourism Office, 2005. URL consultato il 19 febbraio 2025 (archiviato dall'url originale il 26 gennaio 2007).
- (EN) Rosália E. M. Soares, The Textiles of Lautem – Timor-Leste, 2015. URL consultato il 25 febbraio 2025 (archiviato dall'url originale il 3 agosto 2020).
- (EN) Ministério Do Comércio, Industria e Ambiente Timor-Leste, TAIS, su taistimorleste.com, 2017. URL consultato il 25 febbraio 2025 (archiviato dall'url originale il 30 agosto 2017).

### Fonti accademiche
- (EN) Natali Pride, Weaving the Country Together: Identities and Traditions in East Timor, Università del Nuovo Galles del Sud, 2002. URL consultato il 5 marzo 2025 (archiviato dall'url originale il 21 marzo 2010).
- (PT) Regina Helena Pires de Brito, Aspectos identitários na titulação do jornal Tais Timor, in Comunicação e Sociedade, vol. 5, 2004,  pp. 159–167. URL consultato il 5 marzo 2025.
- (PT) Diogo Sávio, A tecelagem de tais no Timor-Leste e suas implicações para a educação matemática escolar, in Repositório Institucional, Florianópolis, Università federale di Santa Catarina, 2016. URL consultato il 5 marzo 2025 (archiviato il 5 marzo 2025).
- (PT) Andreza Ferreira e Kelly Silva, A objetificação da cultura para construção nacional em Timor-Leste. Perspectivas a partir de coleções de tais (PDF), in Veritas - Revista Científica da Universidade Nacional Timor Lorosa'e, vol. 4, n. 3, Dili, dicembre 2016,  pp. 43–59. URL consultato il 5 marzo 2025 (archiviato dall'url originale il 1º luglio 2022).
- (PT) Maria Leonor da Silva Carvalho, Hipólito do Rosário da Silva, Pedro Damião Henriques e Maria Raquel Lucas, O mercado dos Tais Timor em Timor-Leste, in Veritas - Revista Científica da Universidade Nacional Timor Lorosa'e, vol. 5, n. 1, Dili, giugno 2017,  pp. 9–31. URL consultato il 5 marzo 2025.
- (EN) Marianus Magno Seran Bria, Gede Putra Kusuma e Louis Khrisna Putera Suryapranata, Promoting Timor Leste’s tais cloth using mobile augmented reality application, in Procedia Computer Science, vol. 135, Elsevier, 2018,  pp. 700–706. URL consultato il 5 marzo 2025 (archiviato il 15 aprile 2022).
- (EN) Lipi Ghosh, Introducing the Tais: A Look into the history of their Origin and Homeland, 2020. URL consultato il 6 marzo 2025 (archiviato il 6 marzo 2025).
- (EN) António da Costa, Endang Eviline Giri e Augusto da Conceição Soares, Effect Of Enterpreneurial Caracterisrics And Innovation Around Tais Weaving Business Performance In Timor Leste, in International Journal of Administration, Business and Management, vol. 2, n. 2, 7 dicembre 2020,  pp. 77–91. URL consultato il 5 marzo 2025 (archiviato il 5 marzo 2025).
- (PT) Claudia Glavam Duarte e Diogo Sávio, Entre fios, resistências e educação matemática: os tais do Timor Leste, in Cadernos CIMEAC, vol. 11, n. 1, Uberaba, Universidade Federal do Triângulo Mineiro, 25 giugno 2021. URL consultato il 5 marzo 2025 (archiviato il 1º luglio 2021).
- (EN) Helio Brites da Silva, Estanislau de Sousa Saldanha, Agustinus Nahak Seran e Agostinha Silva, The Empirical Model on The Relationship among Price, Service Quality and Customer Purchasing Decision: The Case of the Dili Tais Market in Timor-Leste, in Timor Leste Journal of Business and Management, vol. 3, Uberaba, Universidade Federal do Triângulo Mineiro, 20 dicembre 2021. URL consultato il 5 marzo 2025 (archiviato il 7 settembre 2024).
- (EN) Martins Rita Maria Oliveira e Setiawina Nyoman Djinar, Study of variables that affect the income of tais cloth craftswoman in Timor Leste (PDF), in Biotika, vol. 6, n. 49, dicembre 2022,  pp. 21–33. URL consultato il 5 marzo 2025 (archiviato il 5 marzo 2025).
- (EN) Thaísa Bravo-valenzuela e Silva, Creating and Using Tais in Timor-Leste: An Intangible Heritage, in Rodrigo Christofoletti (a cura di), Soft Power and Heritage, Springer, 2023,  pp. 415–428. URL consultato il 5 marzo 2025.

### Altre fonti
- (EN) Dawn Delany, Threads of Hope, in Craft Culture, Craft Victoria, 7 maggio 2003. URL consultato il 5 marzo 2025 (archiviato dall'url originale il 9 maggio 2008).
- (EN) Sara Niner, Strong Cloth: East Timor’s Tais, in Craft Culture, Craft Victoria, 2 settembre 2003. URL consultato il 5 marzo 2025 (archiviato dall'url originale il 9 maggio 2008).
- (EN) Emily Lush e Marian Reid, A social fabric: Tais weaving in Timor-Leste, in Garland Magazine, 14 settembre 2017. URL consultato il 5 marzo 2025 (archiviato il 15 gennaio 2025).
- (EN) Wang Yutong, Traditional Tais weaving technique in Timor-Leste, in CGTN, 24 aprile 2019. URL consultato il 5 marzo 2025 (archiviato il 26 dicembre 2022).
- (EN) Ministério do Turismo Timor Leste, Timorese Hand-Woven Textiles Strengthen Cultural Identity, su timorleste.tl, 23 giugno 2020. URL consultato il 25 febbraio 2025 (archiviato il 27 luglio 2024).
- (PT) Lusa, UNESCO classifica `tais` como Património Imaterial em necessidade de salvaguarda urgente, in RTP, 14 dicembre 2021. URL consultato il 25 febbraio 2025 (archiviato il 15 dicembre 2021).
- (EN) Camilo de Sousa, UNESCO announces ‘Tais’ Timor-Leste as an intangible cultural heritage, in Tatoli, 15 dicembre 2021. URL consultato il 25 febbraio 2025 (archiviato dall'url originale il 15 dicembre 2021).
- (PT) Afonso do Rosario, PN timorense aprova 14 de dezembro como Dia Nacional do Tais, in Tatoli, 18 gennaio 2022. URL consultato il 25 febbraio 2025 (archiviato dall'url originale il 20 gennaio 2022).
- (EN) Lara Nicholls, Timor-Leste Commission: tais, culture and resistance, su awm.gov.au, Australian War Memorial, 24 ottobre 2023. URL consultato il 5 marzo 2025 (archiviato il 20 gennaio 2024).
- (ID) Emanuel Edi Saputra, "Tais", Pesona Wastra Timor Leste, in Kompas, Giacarta, 4 dicembre 2023. URL consultato il 5 marzo 2025.
- Mimmo Muolo, Timor Est. Il Papa: «Bene la riconciliazione con l'Indonesia, ora lotta alla povertà», in Avvenire, 9 settembre 2024. URL consultato il 5 marzo 2025 (archiviato il 17 novembre 2024).
- (EN) East Timor Woman of Australia, Hand-weaving: threads of hope, su etwa.org.au. URL consultato il 5 marzo 2025 (archiviato dall'url originale il 22 maggio 2008).
- (EN) Emily Lush, Tais Weaving in East Timor, su The Kindcraft. URL consultato il 5 marzo 2025 (archiviato il 6 agosto 2024).